# Brian Diemer
Brian Lee Diemer (ur. 10 października 1961 w Grand Rapids) – amerykański lekkoatleta specjalizujący się w biegach długodystansowych, przede wszystkim w biegu na 3000 metrów z przeszkodami, trzykrotny uczestnik letnich igrzysk olimpijskich (Los Angeles 1984, Seul 1988, Barcelona 1992), brązowy medalista olimpijski z Los Angeles w biegu na 3000 metrów z przeszkodami.

## Sukcesy sportowe
- czterokrotny mistrz Stanów Zjednoczonych w biegu na 3000 metrów z przeszkodami – 1988, 1989, 1990, 1992[1]
- mistrz National Collegiate Athletic Association w biegu na 3000 metrów z przeszkodami – 1983[2]

| Rok  | Miasto        | Zawody                   | Konkurencja                   | Wynik         |
| ---- | ------------- | ------------------------ | ----------------------------- | ------------- |
| 1984 | Los Angeles   | Igrzyska olimpijskie     | bieg na 3000 m z przeszkodami | brązowy medal |
| 1987 | Rzym          | Mistrzostwa świata       | bieg na 3000 m z przeszkodami | 4. miejsce    |
| 1990 | Seattle       | Igrzyska Dobrej Woli     | bieg na 3000 m z przeszkodami | złoty medal   |
| 1991 | Tokio         | Mistrzostwa świata       | bieg na 3000 m z przeszkodami | 5. miejsce    |
| 1992 | Barcelona     | Igrzyska olimpijskie     | bieg na 3000 m z przeszkodami | 7. miejsce    |
| 1995 | Mar del Plata | Igrzyska panamerykańskie | bieg na 3000 m z przeszkodami | srebrny medal |

## Rekordy życiowe
- bieg na 3000 metrów – 7:47,31 – Koblencja 26/08/1992
- bieg na 5000 metrów – 13:47,15 – Knoxville 10/04/1982
- bieg na 3000 metrów z przeszkodami – 8:13,16 – Koblencja 29/08/1984